# Roberto Alomar

Roberto Alomar Velázquez (Ponce, 5 de fevereiro de 1968) é um ex-jogador profissional de beisebol de Porto Rico.

## Carreira
Roberto Alomar foi campeão da World Series 1993 jogando pelo Toronto Blue Jays. Na série de partidas decisiva, sua equipe venceu o Philadelphia Phillies por 4 jogos a 2.